# رقابت اسپرم انسان

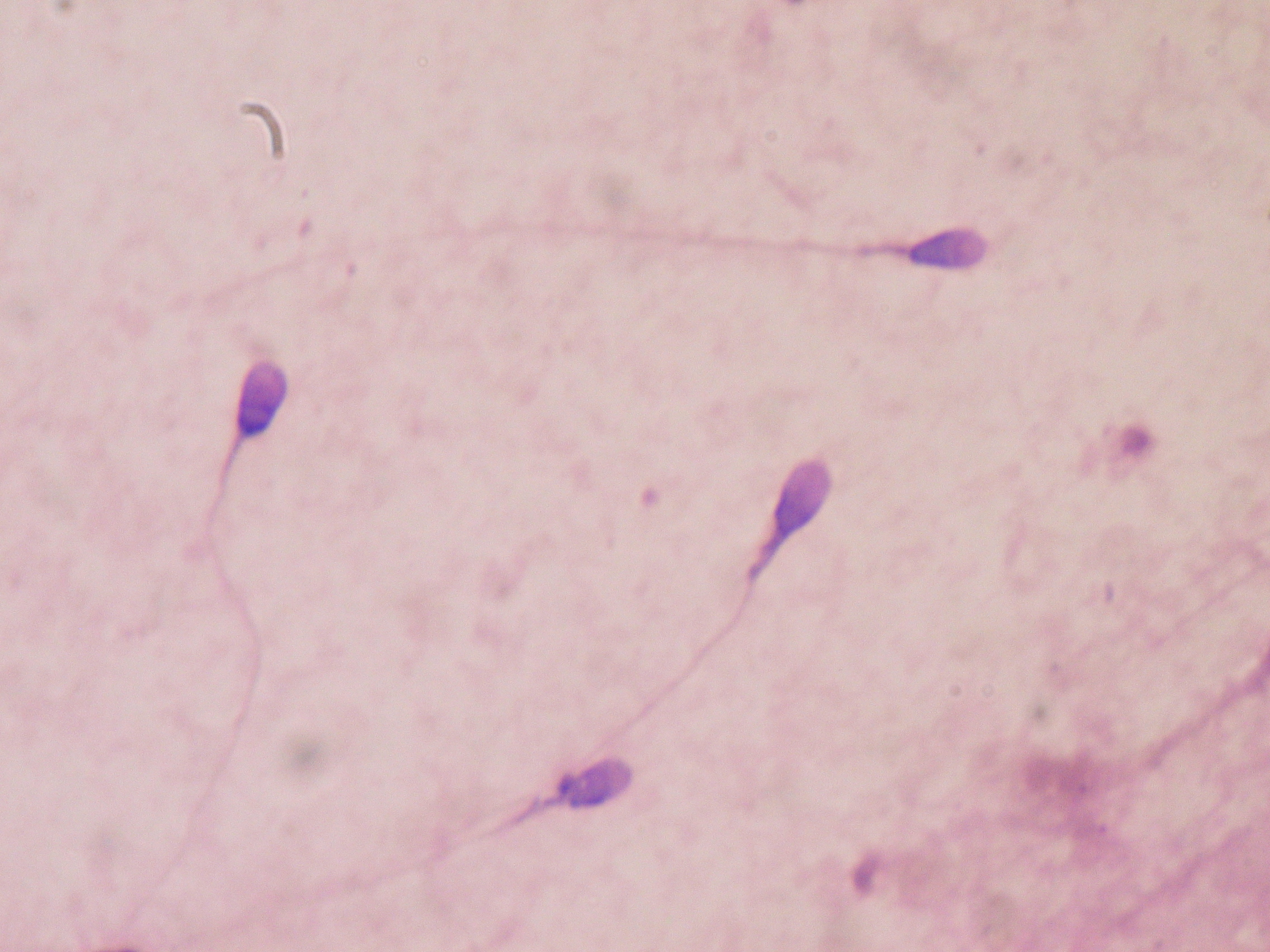
رقابت اسپرم ها برای لقاح باتخمک (فقط یکی از آنها امکان آمیزش با تخمک را دارد).

رقابت اسپرم انسان (انگلیسی: Human sperm competition) رقابت اسپرم شکلی از گزینش جنسی پس از جفت‌گیری است که به موجب آن انزال مرد به طور همزمان برای بارور کردن یک تخمک به رقابت فیزیکی می‌پردازند. 
رقابت اسپرم بین اسپرم‌های دو یا چند مرد رقیب زمانی رخ می‌دهد که آنها تلاش می‌کنند تا یک ماده را در مدت زمان کوتاهی بارور کنند. این امر عمدتاً در نتیجه سیستم‌های جفت‌گیری  چندشوهری یا به دلیل جفت‌های اضافی ماده‌ها است که احتمال ابتلا به بی‌غیرتی را افزایش می‌دهد، که در آن جفت نر فرزندی را بزرگ می‌کند که از نظر ژنتیکی به او مرتبط نیست. 